# Celano Football Club Olimpia 2006-2007
Questa voce raccoglie le informazioni riguardanti il Celano Football Club Olimpia nelle competizioni ufficiali della stagione 2006-2007.